# Marine corps combat utility uniform

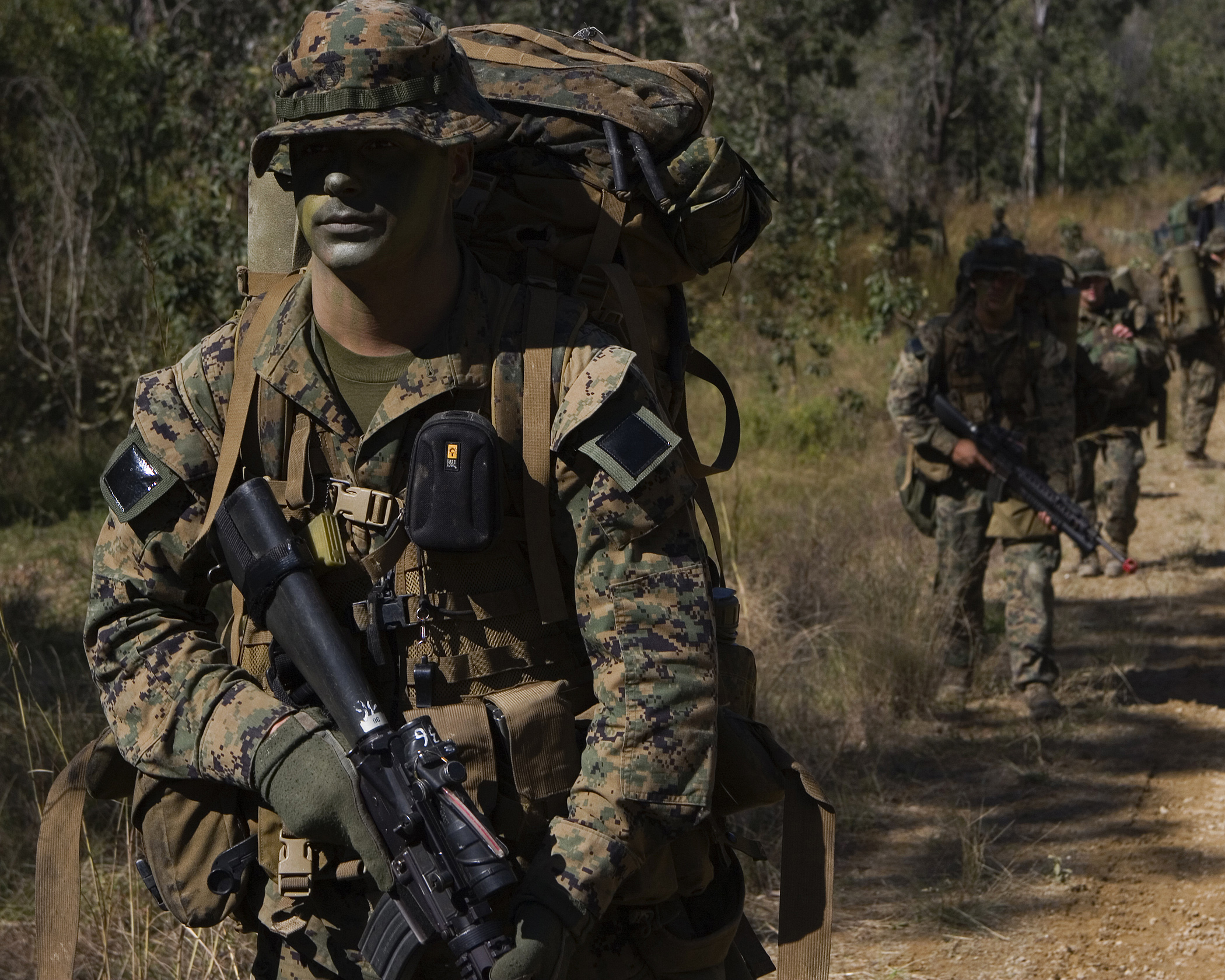
Marines w MCCUU i z ILBE

Marine corps combat utility uniform albo MCCUU – obecnie używany mundur amerykańskiego Korpusu Piechoty Morskiej, oparty na maskowaniu MARPAT. Mundur dostępny jest w dwóch schematach: Woodland (leśny) i Desert (pustynny). MCCUU produkowane jest z materiału NYCO (50% nylon, 50% bawełna) przez Propper International Inc., American Apparel, E.A. Industries, American Power Source Inc. i Columbia Sewing Company. Testy odbyły się w 2001 roku, MCCUU zadebiutowało w 2002 r. a kompletnie zastąpiło mundury BDU w 2004 r. Oprócz Piechoty Morskiej MCCUU jest używane przez US Navy Hospital Corpsman (służbę sanitarną US Navy) oraz przez US Navy Chaplain Corps (korpus kapelanów US Navy). MCCUU oraz jego wzorzec maskowania - MARPAT nie są szerzej dostępne na rynku cywilnym. Patent na mundur ma Korpus Piechoty Morskiej USA.

## Cechy
Kieszenie, w przeciwieństwie do BDU, rozmieszczone są tak, że nawet żołnierz mający na sobie kamizelkę kuloodporną ma do nich bezpośredni dostęp. Patrząc z bliska można dostrzec także małe znaczki USMC

### Bluza
- Dwie skośne kieszenie na piersiach zapinane na rzepy Velcro
- Dwie kieszenie na ramionach zapinane na guziki
- Wzmocniony materiał w okolicach łokci
- Regulowane guzikami mankiety
- Godło USMC wyhaftowane na lewej kieszeni na piersi
- Zapinana na guziki

### Spodnie
- Dwie normalne kieszenie
- Dwie tylne kieszenie zapinane na guziki
- Dwie kieszenie na udach obszyte gumą
- Rozporek zapinany na guziki
- Pas obszyty gumką
- Wzmocnione okolice kolan

### Nakrycia głowy
- W swoich garnizonach marines noszą Utility Cover, czyli tak zwane "marineski". Jest to czapka podobna do tzw. patrolówek. Na niej znajduje się godło USMC.
- Podczas akcji żołnierze noszą: hełmy LWH z pokrowcem w Marpacie (często występują wersje dwustronne - z jednej strony woodland z drugiej desert) albo kapelusze z godłem USMC (tzw. Boonie Hat).